# Frank Bonilla
Frank Bonilla (3 février 1925 - 28 décembre 2010) est un universitaire américain d'origine portoricaine qui devint une figure de proue des études portoricaines. Après avoir obtenu son doctorat à l'université Harvard, où sa thèse fut supervisée par Talcott Parsons, il occupa des postes de professeur au Massachusetts Institute of Technology, à l'université de Stanford et à l'université de la ville de New York. 
Il est également une figure clé dans la création du Puerto Rican Hispanic Leadership Forum et du Center for Puerto Rico Studies à l'université de la ville de New York.